# Theodoro De Bona
Theodoro de Bona (Morretes, 11 de junho de 1904 — Curitiba, 20 de setembro de 1990) foi pintor, escritor e professor brasileiro.

## Biografia
Oriundi, iniciou seus estudos de desenho no Colégio Bom Jesus de Curitiba em 1912. No período de 1922 a 1927, teve aulas de pintura com Alfredo Andersen, época em que conviveu com Estanislau Traple e Waldemar Curt Freyesleben. Em 1927, ganhou a bolsa de estudos do Estado do Paraná e foi para a Itália estudar na Real Academia de Belas Artes de Veneza. Retornou a Curitiba em 1936. Entre 1960 e 1970, deu aulas de desenho e pintura na Escola de Música e Belas Artes do Paraná, onde também foi diretor. Recebeu o título de Cidadão Honorário de Curitiba, em 1981, e a Comenda Honorífica da Ordem do Mérito da República Italiana, em 1983. Faleceu em Curitiba em 1990.

## Documentários sobre Theodoro de Bona
- Werner Schumann. De Bona - Caro Nome - Theodoro de Bona (1990) - Documentário dirigido por Werner & Willy Schumann com narração de José Wilker e edição de Eduardo Pioli Alberti. (filme vencedor do Premio Fiat 1991). O documentário está disponivel na íntegra no YouTube (30 minutos).[1]